# Bodön, Österbotten
Bodön är en halvö i Finland.   Den ligger i kommunerna Korsholm och Vörå i landskapet Österbotten, i den västra delen av landet, 400 km norr om huvudstaden Helsingfors.